# Смілін Сергій Сергійович
Смілін Сергій Сергійович (1 червня 1992, Донецька область — 18 березня 2022, нп Любимівка Запорізької області, Україна) — український військовик, капітан Національної гвардії України, учасник російсько-української війни, що героїчно загинув під час російського вторгнення в Україну.
Офіцер 3-ї бойової групи спеціального призначення (повітряно-десантної та висотно-штурмової). Підрозділ: Окремий загін спеціального призначення «Омега».

## Життєпис
Сергій Смілін народився 1 червня 1992 в Донецькій області, але свою юність він провів на Роменщині. Був
учасником національного відбору Warrior Games - у травні 2015 року були його першими ветеранським змаганням і планувалося, що не останнім. Тоді він говорив побратимові: «Я буду кожного разу їздити на відбір поки не потраплю до збірної щоб підняти на п’єдесталі наш державний стяг!».
Нагороджений відзнакою Кіровоградської області «ЗА МУЖНІСТЬ ТА ВІДВАГУ». 
31 березня 2022 року похований у с. Житне.

## Обставини загибелі
18 березня 2022 року під час виконання бойового завдання в районі нп Любимівка Донецької області на групу спеціального призначення у складі якої перебував Сергій Смілін був здійснений напад двома БТР та переважаючої кількістю військовослужбовців РФ, група вступила в бій. Першим вступивши в бій, діючи рішуче та сміливо Сергій здійснив постріл з протитанкового гранатомету, внаслідок чого БТР противника отримав пошкодження, в подальшому прикриваючи відхід групи Сергій своїми діями викликав вогонь противника на себе. Завдяки його хоробрості та самовідданості решта групи отримала можливість відійти на пункт збору. На жаль під час бою отримав поранення несумісне з життям. Під час виконання бойових завдань показував високий рівень особистої підготовки, спроможність вчасно та правильно здійснювати аналіз обстановки, що склалася, робити висновки та приймати вірні рішення, є прикладом хоробрості для особового складу підрозділу при виконанні бойових завдань.

## Державні нагороди
- орден Богдана Хмельницького ІІІ ступеня (посмертно) — За особисту мужність і самовіддані дії, виявлені у захисті державного суверенітету та територіальної цілісності України, вірність військовій присязі — УКАЗ ПРЕЗИДЕНТА УКРАЇНИ № 255/2022 Про відзначення державними нагородами України[9];
- медаль «За військову службу Україні» — За особисту мужність і самовіддані дії, виявлені у захисті державного суверенітету та територіальної цілісності України — УКАЗ ПРЕЗИДЕНТА УКРАЇНИ № 290/2020 Про відзначення державними нагородами України[10].